# Smörsjön
Smörsjön är en sjö i Umeå kommun i Västerbotten och ingår i Umeälvens huvudavrinningsområde. Sjön är 12,3 meter djup, har en yta på 0,506 kvadratkilometer och befinner sig 140,1 meter över havet. Sjön avvattnas av vattendraget Smörbäcken. Vid provfiske har abborre, gers, gädda och nors fångats i sjön.

## Delavrinningsområde
Smörsjön ingår i det delavrinningsområde (710099-170658) som SMHI kallar för Utloppet av Smörsjön. Medelhöjden är 172 meter över havet och ytan är 3,79 kvadratkilometer. Det finns ett avrinningsområde uppströms, och räknas det in blir den ackumulerade arean 9,19 kvadratkilometer. Smörbäcken som avvattnar avrinningsområdet har biflödesordning 2, vilket innebär att vattnet flödar genom totalt 2 vattendrag innan det når havet efter 32 kilometer. Avrinningsområdet består mestadels av skog (67 procent). Avrinningsområdet har 0,51 kvadratkilometer vattenytor vilket ger det en sjöprocent på 13,4 procent.